# Abdurrahman Sewehli
Abdurrahman Sewehli (Misurata, 1946) è un politico libico.
È stato, dal 5 aprile 2016 all'8 aprile 2018, il presidente dell'Alto Consiglio di Stato, con sede a Tripoli, in teoria la Camera alta del Parlamento bicamerale della Libia (corrispondente al Senato della Repubblica italiana).

## Biografia

### Formazione
Nato a Misurata nel 1946, Sewehili si è laureato nel 1971 alla Facoltà di Ingegneria dell'università di Tripoli.
Nominato Professore presso la stessa università, ottenne una borsa di studio per conseguire la laurea magistrale dagli Stati Uniti nel 1973. Tornato in Libia, svolse un ruolo di opposizione ai comitati universitari pro-Gheddafi.
Recatosi a Londra per conseguire il dottorato, divenne Segretario generale dell'Unione degli studenti libici in Gran Bretagna. In tali veci, criticò pubblicamente il regime per le uccisioni di studenti all'Università di Bengasi, e nel gennaio 1976 fu sostenuto dall'ambasciata libica di Londra. Da allora Sewehli ottenne spazio sui canali mediatici londinesi ed internazionali, da cui continuò a criticare una nuova repressione di studenti il 7 aprile. A seguito di ciò, l'Università di Tripoli decise di sospendere la sua borsa di studio e di licenziarlo.

### Carriera politica
A Londra, Sewehli fondò nel 1979 il Movimento Democratico Nazionale, che pubblicava la rivista anti-Gheddafi "Voice of Libya" ed organizzava manifestazioni di protesta. Durante una manifestazione fuori l'ambasciata libica di Londra, Sewehli ricevette una telefonata intimidatoria dallo stesso ambasciatore libico, Kusa, che fu per questo rimandato in Libia, mentre Sewehli fu intervistato sul canale televisivo BBC2 da Peter Snow nel giugno 1980.
Nel 1989, a seguito dell'amnistia generale del regime di Gheddafi contro i prigionieri politici, Sewehli tornò in Libia con la famiglia, ad Ein Zara, a sud di Tripoli.
Nel 2004, Sewehli fu ricevuto da Gheddafi in udienza privata, ma non accettò di collaborare col regime.
Sewehli fu tra i primi sostenitori della rivoluzione del 17 febbraio 2011, denunciando il regime di Gheddafi ed esortando i libici alla rivoluzione attraverso molte interviste su canali internazionali come Aljazeera, Alarabiya e BBC. Nel marzo 2011 Sewehli e i suoi figli Khalil e Eshtewi furono imprigionati dal regime. Mentre era in prigione, il braccio destro di Gheddafi, Senusi, cercò invano il suo appoggio nel tentativo di sedare la rivolta della sua città natale di Misurata.
Sewehli fu un deputato del Congresso Nazionale Generale nel governo del primo ministro Omar Hassi di Tripoli. A seguito della rivolta del generale Haftar, rimase fedele al governo di Tripoli di Khalifa Ghwell, riunendosi nel Nuovo Congresso Nazionale Generale di Tripoli.

### Presidenza del Consiglio di Stato
A seguito degli accordi di Skhirat del dicembre 2015, il 30 marzo 2016 si insedia a Tripoli il Governo di Accordo Nazionale di al-Sarraj, col sostegno dell'ONU. L'accordo di pace prevede la dissoluzione del precedente Parlamento di Tripoli (il Nuovo Congresso Nazionale Generale), e la sua sostituzione con un Alto Consiglio di Stato, che viene formato il 5 aprile dagli stessi deputati. Sewehli viene quindi eletto alla Presidenza del nuovo organo legislativo.
Tuttavia la Camera dei Rappresentanti di Tobruch, che in base all'accordo di pace avrebbe dovuto fungere da Camera bassa del nuovo Parlamento bicamerale della Libia, continuò a non riconoscere la nuova Camera parlamentare formatasi a Tripoli Reciprocamente, il 22 settembre 2016 anche l'Alto Consiglio esautorò con un comunicato ufficiale la Camera dei Rappresentanti dall'attività legislativa, assumendo da solo il potere legislativo.
Per di più, nei mesi successivi, anche l'ex premier di Tripoli Khalifa Ghwell, che si era dimesso per consentire l'insediamento di al-Sarraj, tentò di riprendere il potere a Tripoli, occupando il 14 ottobre 2016 l'Hotel utilizzato dai deputati dell'Alto Consiglio di Stato.
Nei mesi seguenti, le milizie fedeli all'ex premier Ghawil attaccarono anche la sede del governo di al-Sarraj e il 20 febbraio 2017 il premier al-Sarraj e lo stesso Sewehli sfuggirono a un tentativo di attentato. Nei mesi successivi, tuttavia, le milizie islamiste furono costrette ad allontanarsi da Tripoli, anche se le istituzioni di Tripoli restavano deboli.
Nel giugno 2017, a seguito delle accuse rivolte dal Consiglio di cooperazione del Golfo al Qatar di finanziare il terrorismo, la Camera dei Rappresentanti di Tobruk accusò diversi esponenti politici di Tripoli di legami con i Fratelli Musulmani, pubblicando una lista di colpevoli, tra cui figurava lo stesso Presidente Sewehli.
L'8 aprile 2018 i deputati del Consiglio di Stato elessero come nuovo presidente Khalid Almishri, con 64 voti a favore, contro i 45 ottenuti dal presidente uscente Sewehli.